# 卡皮特爾縣 (科爾多瓦省)
31°24′S 64°11′W / 31.400°S 64.183°W
卡皮特爾縣（西班牙語：Departamento Capital），是阿根廷的縣份，位於該國中部科爾多瓦省，首府設於科爾多瓦，該地區的地震活動頻繁和低強度，面積576平方公里，2010年人口1,329,604，人口密度每平方公里2,308.3人。 